# George Rudé
George Rudé (Oslo, 8 de febrero de 1910-Battle, 8 de enero de 1993) fue un historiador marxista británico, especializado en la Revolución francesa y la "historia desde abajo", especialmente la importancia de las multitudes en la historia.

## Biografía
Nació en Oslo en 1910, donde vivió durante los primeros nueve años de su vida. En 1919 la familia se trasladó a Inglaterra (donde añadió el acento a su apellido original noruego, Rude). Completó la licenciatura en lenguas modernas en Cambridge en 1931 y se convirtió en profesor de idiomas, primero en Stowe y más tarde en la escuela de San Pablo en Londres. En 1932 visitó la Unión Soviética, convirtiéndose en comunista y antifascista comprometido. De 1935 a 1959 fue miembro activo del Partido Comunista Británico, y sirvió en comités y recaudó fondos para los trabajadores desempleados.
Fue arrestado una vez durante una manifestación antifascista. Durante la Segunda Guerra Mundial Rudé trabajó en el servicio de bomberos de Londres y obtuvo un grado a tiempo parcial en historia por la Universidad de Londres. En 1956, fue galardonado con por la Royal Historical Society con el premio Alexander por su artículo "Las revueltas de Gordon: un estudio de los alborotadores y sus víctimas". Luego emprendió una investigación sobre los asalariados en la Revolución Francesa, siguiendo de cerca los trabajos de Georges Lefebvre y Albert Soboul. Aún como profesor a tiempo parcial, completó su doctorado (Londres) en 1950. Debido al clima de Guerra Fría imperante en las universidades británicas dejó Inglaterra (y el Partido Comunista) para irse a Australia en 1960, primero en la Universidad de Adelaida y después en la Universidad de Flinders.
En 1970, se trasladó a Canadá en la Universidad Sir George Williams hasta su jubilación en 1987. En Montreal, fundó el Centro Interuniversitario de Estudios Europeos y fue nombrado profesor emérito en 1988. Ocupó las cátedras de visita en Tokio, Nueva York y Virginia.
George Rudé fue un prolífico investigador y escritor. Aunque empezó su carrera académica a la edad de cincuenta años, escribió unos 15 libros y ha editado otros. Fue uno de los principales autores de la historia desde abajo y su obra influyó en toda una generación de historiadores de la Revolución Francesa.